# Acento agudo duplo
O acento agudo duplo (“) é um sinal diacrítico do alfabeto latino que se usa unicamente em húngaro sobre as letras o (Ő) e u (Ű) para representar as formas longas das letras ö e ü. Essas grafias são consideradas como letras separadas.